# Ла-Барош-су-Люсе
Ла-Баро́ш-су-Люсе́ (фр. La Baroche-sous-Lucé) — колишній муніципалітет у Франції, у регіоні Нормандія, департамент Орн. Населення — 395 осіб (2011).
Муніципалітет був розташований на відстані близько 220 км на захід від Парижа, 75 км на південь від Кана, 55 км на захід від Алансона.

## Історія
До 2015 року муніципалітет перебував у складі регіону Нижня Нормандія. Від 1 січня 2016 року належав до нового об'єднаного регіону Нормандія.
1 січня 2016 року Ла-Барош-су-Люсе, Боланде, Жувіньї-су-Анден, Лоре, Люсе, Сен-Дені-де-Вільнетт i Сет-Форж було об'єднано в новий муніципалітет Жувіньї-Валь-д'Анден.

## Демографія
Динаміка населення (INSEE ):
Розподіл населення за віком та статтю (2006):
| Стать | Всього | До 15 років | 15-24 | 25-44 | 45-64 | 65-85 | Понад 85 |
| --- | ------ | ----------- | ----- | ----- | ----- | ----- | -------- |
| Чоловіки | 208    | 24          | 32    | 64    | 48    | 40    | 0        |
| Жінки | 184    | 20          | 12    | 44    | 72    | 32    | 4        |
| \| Статево-вікова піраміда \| Статево-вікова піраміда \| Статево-вікова піраміда \| \| ----------------------- \| ----------------------- \| ----------------------- \| \| Чоловіки \| Вік \| Жінки \| \| 0 \| 85 + \| 4 \| \| 0 \| 80-84 \| 4 \| \| 12 \| 75-79 \| 4 \| \| 12 \| 70-74 \| 12 \| \| 16 \| 65-69 \| 12 \| \| 4 \| 60-64 \| 24 \| \| 12 \| 55-59 \| 12 \| \| 16 \| 50-54 \| 16 \| \| 16 \| 45-49 \| 20 \| \| 24 \| 40-44 \| 12 \| \| 12 \| 35-39 \| 8 \| \| 4 \| 30-34 \| 12 \| \| 24 \| 25-29 \| 12 \| \| 12 \| 20-24 \| 8 \| \| 20 \| 15-20 \| 4 \| \| 16 \| 10-14 \| 8 \| \| 8 \| 5-9 \| 12 \| \| 0 \| 0-4 \| 0 \| |        |             |       |       |       |       |          |
| Статево-вікова піраміда |        |             |       |       |       |       |          |
| Чоловіки | Вік    | Жінки       |       |       |       |       |          |
| 0 | 85 +   | 4           |       |       |       |       |          |
| 0 | 80-84  | 4           |       |       |       |       |          |
| 12 | 75-79  | 4           |       |       |       |       |          |
| 12 | 70-74  | 12          |       |       |       |       |          |
| 16 | 65-69  | 12          |       |       |       |       |          |
| 4 | 60-64  | 24          |       |       |       |       |          |
| 12 | 55-59  | 12          |       |       |       |       |          |
| 16 | 50-54  | 16          |       |       |       |       |          |
| 16 | 45-49  | 20          |       |       |       |       |          |
| 24 | 40-44  | 12          |       |       |       |       |          |
| 12 | 35-39  | 8           |       |       |       |       |          |
| 4 | 30-34  | 12          |       |       |       |       |          |
| 24 | 25-29  | 12          |       |       |       |       |          |
| 12 | 20-24  | 8           |       |       |       |       |          |
| 20 | 15-20  | 4           |       |       |       |       |          |
| 16 | 10-14  | 8           |       |       |       |       |          |
| 8 | 5-9    | 12          |       |       |       |       |          |
| 0 | 0-4    | 0           |       |       |       |       |          |

## Економіка
2010 року серед 237 осіб працездатного віку (15—64 років) 176 були активними, 61 — неактивною (показник активності 74,3%, у 1999 році було 70,8%). З 176 активних мешканців працювала 161 особа (90 чоловіків та 71 жінка), безробітними було 15 (7 чоловіків та 8 жінок). Серед 61 неактивної 16 осіб було учнями чи студентами, 31 — пенсіонерами, 14 були неактивними з інших причин.

У 2010 році в муніципалітеті числилось 184 оподатковані домогосподарства, у яких проживали 398,0 особи, медіана доходів виносила 14 306 євро на одного особоспоживача